# Рантул (Вісконсин)
Рантул (англ. Rantoul) — місто (англ. town) в США, в окрузі Калумет штату Вісконсин. Населення — 740 осіб (2020).

## Демографія
Згідно з переписом 2010 року, у місті мешкало 798 осіб у 272 домогосподарствах у складі 232 родин. Було 285 помешкань
Расовий склад населення:
| - 96,4 % — білих - 1,1 % — корінних американців - 0,8 % — азіатів - 0,3 % — чорних або афроамериканців |

До двох чи більше рас належало 0,9 %. Частка іспаномовних становила 0,6 % від усіх жителів.
За віковим діапазоном населення розподілялося таким чином: 25,1 % — особи молодші 18 років, 63,6 % — особи у віці 18—64 років, 11,3 % — особи у віці 65 років та старші. Медіана віку мешканця становила 40,3 року. На 100 осіб жіночої статі у місті припадало 108,9 чоловіків;  на 100 жінок у віці від 18 років та старших — 110,6 чоловіків також старших 18 років.
Середній дохід на одне домашнє господарство  становив 84 061 долар США (медіана — 70 833), а середній дохід на одну сім'ю — 91 158 доларів (медіана — 74 545). Медіана доходів становила 49 191 долар для чоловіків та 37 500 доларів для жінок. За межею бідності перебувало 2,3 % осіб, у тому числі 0,0 % дітей у віці до 18 років та 0,0 % осіб у віці 65 років та старших.
Цивільне працевлаштоване населення становило 416 осіб. Основні галузі зайнятості: виробництво — 29,1 %, освіта, охорона здоров'я та соціальна допомога — 17,8 %, сільське господарство, лісництво, риболовля — 11,3 %, будівництво — 7,5 %.